# Nodul rutier Gâtignolle
Nodul rutier Gâtignolle este un nod rutier situat în Écouflant, la nord-est de Angers (Maine-et-Loire), creat în anii 1980 și reamenajat în 2014. Traversat zilnic de 60.000 de vehicule, este compus dintr-un ansamblu de bretele și un sens giratoriu.
A fost construit inițial sub forma clasică a unui trifoi cu 4 foi. A fost reamenajat în iunie 2014 pentru a fluidiza traficul pe șoseaua de centură a Angers, asigurând o continuitate Vest-Sud (Angers - Loara) cu bretele cu două benzi.

## Drumuri deservite
- Autostrada A11 care leagă Parisul de Nantes;
- Autostrada A87 care leagă Angers de La Roche-sur-Yon;
- Drumul departamental RD 52 spre Tiercé (ieșirea 14);
- Drumul departamental RD 50 spre Écouflant (ieșirea 14).